# Niederländische Badmintonmeisterschaft 1983
Die Niederländische Badmintonmeisterschaft 1983 war die 42. Austragung der nationalen Titelkämpfe im Badminton in den Niederlanden.

## Sieger und Finalisten
| Disziplin    | Gold                                 | Silber            |
| ------------ | ------------------------------------ | ----------------- |
| Herreneinzel | Uun Santosa                          | Lex Coene         |
| Dameneinzel  | Eline Coene                          | Joke van Beusekom |
| Herrendoppel | Uun Santosa Rob Ridder               |                   |
| Damendoppel  | Joke van Beusekom Karin van der Valk |                   |
| Mixed        | Rob Ridder Marjan Ridder             |                   |